# Daniel Thomas (giocatore di football americano)
Daniel Thomas (1º luglio 1998) è un giocatore di football americano statunitense che milita nel ruolo di safety per i Jacksonville Jaguars della National Football League (NFL).

## Carriera

### Jacksonville Jaguars
Thomas al college giocò a football ad Auburn dal 2016 al 2019. Fu scelto nel corso del quinto giro (157º assoluto) del Draft NFL 2020 dai Jacksonville Jaguars. Debuttò nella settimana 1 contro gli Indianapolis Colts mettendo a segno un tackle. La sua stagione da rookie si concluse con 16 placcaggi e un intercetto in 10 presenze.